# Olav Engebretsen
Olav Engebretsen, även Olaf Engebretsen, född 25 december 1905, död 30 mars 1988, var en norsk filmklippare och regissör.
Engebretsen var främst aktiv som filmklippare mellan 1941 och 1962. Han erhöll Filmkritikerpriset 1961 för klippningen av Strandhugg. År 1954 regisserade han filmerna Troll i ord och I moralens navn.
Han ligger begravd på Vår Frelsers gravlund i Oslo.

## Filmografi
Regi
- 1954 – Troll i ord
- 1954 – I moralens navn